# Coupe du Maroc de football 2013
Navigation
Coupe du Trône 2012 Coupe du Trône 2014
La Coupe du Trône 2013 est la 57e édition de la Coupe du Trône de football.
Le tenant du titre est le Raja CA.
Le DH El Jadida, vainqueur de la compétition, est qualifié pour le tour préliminaire de la Coupe de la confédération africaine.

## Seizièmes de finale
| Club Domicile                  | Club Extérieur                  | Résultat        |
| ------------------------------ | ------------------------------- | --------------- |
| USM Aït melloul                | Difaâ d'El Jadida               | 0 - 2           |
| KAC de Kénitra                 | Club Sportif de Kasr lakbir     | 1 - 1 (3-4 tab) |
| Renaissance Sportive de Settat | Raja CA                         | 0 - 2           |
| Racing de Casablanca           | Olympique de Safi               | 0 - 1           |
| Fath de Nador                  | AS FAR                          | 0 - 3           |
| Chabab Rif Hoceima             | Moghreb de Tétouan              | 1 - 2           |
| IZ Khemisset                   | Wydad de Fes                    | 0 - 2           |
| CODM de Meknes                 | Renaissance sportive de Berkane | 0 - 1           |
| Club Chabab de Houara          | Hassania d'Agadir               | 0 - 1           |
| CA Khénifra                    | Maghreb de Fes                  | 1 - 0           |
| CA Youssoufia de Berrechid     | Club Sportif Wifaq de Bouznika  | 2 - 3           |
| FUS Rabat                      | Union de Touarga Rabat          | 1 - 1 (4-2 tab) |
| Raja de Beni Mellal            | Kawkab Athletic Club Marrakech  | 0 - 0 (5-3 tab) |
| US Témara                      | IR Tanger                       | 0 - 0 (3-2 tab) |
| Olympique de Marrakech         | OC Khouribga                    | 0 - 1           |
| Wydad AC                       | TAS                             | 2 - 0           |

## Phases finales

### Huitièmes de finale
| Club Domicile               | Club Extérieur                 | Résultat           | Stade                            |
| --------------------------- | ------------------------------ | ------------------ | -------------------------------- |
| DH El Jadida                | AS FAR                         | 2 - 1              | Stade Ben-Ahmed-El-Abdi          |
| US Témara                   | HUS Agadir                     | 3 - 1              | Stade municipal de Temara        |
| OC Safi                     | Club Sportif Wifaq de Bouznika | 2 - 1              | Stade El Massira                 |
| Club Sportif de Kasr lakbir | Raja de Beni Mellal            | 1 - 2              | Stade municipal de Larache       |
| RS Berkane                  | Wydad de Fes                   | 0 - 2              | Stade municipal d'Oujda          |
| CA Khénifra                 | Wydad AC                       | 0 - 1 (extra-time) | Stade municipal de Khénifra      |
| OC Khouribga                | MA Tétouan                     | 0 - 0 (2-4 tab)    | Complexe sportif du Phosphate    |
| FUS Rabat                   | Raja CA                        | 0 - 2              | Complexe sportif Moulay-Abdallah |

### Quarts de finale
| Club Domicile       | Club Extérieur | Résultat        | Stade                          |
| ------------------- | -------------- | --------------- | ------------------------------ |
| Raja de Beni Mellal | Wydad de Fes   | 1 - 0           | Stade d'honneur de Beni Mellal |
| OC Safi             | MA Tétouan     | 1 - 0           | Stade El Massira               |
| Raja CA             | US Témara      | 4 - 1           | Stade Mohammed-V               |
| Wydad AC            | DH El Jadida   | 1 - 1 (5-6 tab) | Stade Mohammed-V               |

### Demi-finale
Les matches se sont joués au Complexe sportif de Fes. 
| Club Domicile       | Club Extérieur | Résultat        | Stade                   |
| ------------------- | -------------- | --------------- | ----------------------- |
| Raja CA             | OC Safi        | 1 - 0           | Complexe sportif de Fes |
| Raja de Beni Mellal | DH El Jadida   | 2 - 2 (3-4 tab) | Complexe sportif de Fes |

### Finale
Le match s'est déroulé le 18 novembre 2013 au Complexe sportif Moulay-Abdallah.
| Entraîneur :       |
| Abdelhak Benchikha |

| Entraîneur :   |
| M'hamed Fakhir |

| Entraîneur :       |
| Abdelhak Benchikha |

| Entraîneur :   |
| M'hamed Fakhir |

## Vainqueur
| Vainqueur Coupe du Trône 2014 Difaâ d'El Jadida 1er titre |